# Jeong Jamal Jaehyun
Jeremiah Jonah « JJ » Jones est un personnage fictif de la série télévisée Skins, interprété par Ollie Barbieri. Il apparaît dans la deuxième génération de la série, dans les saisons 3 et 4, comme un ami de longue date de Freddie McClair et James Cook. Il a un TSA (trouble du spectre de l'autisme). Bien qu'il soit timide et vierge au début de la série, il devient de plus en plus confiant socialement. Il est le seul personnage principal des saisons trois et quatre à être présent dans chaque épisode.

## Biographie du personnage
JJ est un ami de Cook et Freddy, qui s'appellent entre eux « Les trois mousquetaires ». Il est un jeune homme timide mais articulé, utilisant un vocabulaire élaboré, doué dans la magie et excellant dans les matières académiques comme les mathématiques et les sciences. Toutefois, il manque de certaines habiletés sociales, en raison de son syndrome d'Asperger. Pour cette raison, il trouve difficile de créer des liens de dehors de son cercle d'amis. Il peut lui arriver de se sentir stressé ou désorienté lorsqu'il se trouve en présence de trop de monde, dans une atmosphère de fête intense ou une situation de malaise, auxquels cas il peut avoir besoin de l'intervention d'un ami. Pour cette raison, il prend différents médicaments l'aidant à surmonter ses difficultés. Il peut toutefois lui arriver de se désorganiser de façon violente lorsque frustré, fâché ou incompris. Au cours de la série, JJ se rapproche d'Emily Fitch : il est la première personne à qui Emily se confie au sujet de son homosexualité secrète. En retour, Emily est celle qui fera perdre sa virginité à JJ.  
JJ agit souvent comme médiateur entre Freddie et Cook. Bien qu'au début, JJ aime Effy Stonem, il l'aime de moins en moins puisqu'il la considère comme la source des disputes entre ses deux meilleurs amis. JJ se rapproche également de Thomas Tomone dans la saison 4 : ils sont collègues dans un magasin, et les conseils de Thomas permettent à JJ de rencontrer sa première petite amie.  

## Histoire du personnage

### Saison 3
JJ apparaît d'abord dans Nouvelles têtes alors qu'il rencontre ses meilleurs amis Freddie et Cook avant de commencer leur premier jour au lycée Roundview. Là, il passe souvent inaperçu en dépit de ses tours de magie et sa parole articulée. Dans «Cook», JJ parvient à impressionner la bande avec un tour de magie impliquant un poisson rouge, que Cook boit. Cook persuade JJ de l'accompagner dans un bordel où JJ demande nerveusement à une prostituée de l'embrasser. Dans Pandora, JJ et Cook tentent de se faufiler dans la fête d'anniversaire pour filles seulement de Pandora. Après que Cook est entré, JJ y va à son tour et trouve Emily et Naomi qui s'embrassent. La fête devient hors de contrôle alors que Katie arrive avec son petit ami footballeur et ses amis. JJ appelle Freddie pour le faire sortir de la fête alors qu'il commence à se sentir très anxieux. Freddie arrive et l'emmène à la maison.
Dans Freddie, JJ est témoin de l'influence destructrice d'Effy sur ses plus proches amis. Il effectue un tour d'avaleur de feu élaboré qui impressionne Effy, Freddie et Cook. Il vote contre Karen dans un programme de télé-réalité, sous les instructions du Cook, pour se venger d'avoir volé le hangar de Freddie, un ancien lieu de réunion des Trois mousquetaires. Cependant, cette situation suscite une violente confrontation entre Freddie et Cook. 
Dans l'épisode centré sur JJ, son syndrome d'Asperger et son tempérament sont développés. Il se rend régulièrement à une clinique où il doit prendre une forte médication. À la clinique, il rencontre Emily qui reçoit de l'aide professionnelle, et les deux discutent de leurs difficultés à l'extérieur de la clinique. Elle se confie à lui au sujet de son homosexualité, et à son tour il avoue son désir d'être «normal». Il exprime également sa fureur au sujet de l'amitié qu'il avait partagé avec Freddie et Cook qui a été détruite par le triangle amoureux causé par Effy. À la demande expresse d'Emily, il se confie à Freddie, révélant accidentellement l'homosexualité d'Emily à sa sœur jumelle Katie dans le processus. Il confronte alors Effy sur son rôle dans la destruction d'une amitié à laquelle il tenant tant. Effy, voyant l'impact qu'elle a eu sur sa vie, veut se faire pardonner et suggère qu'ils deviennent amis. Elle est blessée quand il refuse froidement. Quand il va confronter Cook, il découvre accidentellement que celui-ci entretenait toujours une liaison avec Pandora, bien qu'il ne le révèle pas à quiconque. Voyant que Cook est, comme Freddie, indifférent à ses sentiments, JJ explose à Cook à ce sujet. Cook, ému par cela, lui donne un câlin et l'invite à acheter de la drogue, qui se fait intercepter. Cook et JJ se sauvent et Cook, désespéré de trouver de la drogue, prend un nouveau médicament de JJ sur sa suggestion. Cependant, JJ l'a fait parce qu'il savait que le médicament était conçu à la fois pour calmer et rendre plus honnête. En conséquence, lors d'une fête, Cook s'installe dans un état de relaxation, ce qui surprend la bande, et révèle sa liaison avec Pandora, ce qu'entend le petit ami de Pandora, Thomas. Cook révèle aussi qu'Effy aime Freddie. JJ quitte la fête et trouve une Emily agitée, à qui il permet de rester chez lui après sa dispute avec Katie. Elle offre à son tour de prendre sa virginité, ce qu'il accepte nerveusement, et les deux ont une relation sexuelle. Le lendemain matin, il présente Emily à sa mère, qui est soulagée de voir que son fils a finalement trouvé une amie.
Dans Effy, JJ accompagne la bande (sans Cook) dans un voyage de camping. Quand Cook s'invite parmi eux, tous révèlent leurs véritables sentiments à son sujet, y compris JJ, qui stipule qu'ils ne sont plus des amis après la façon dont Cook l'avait traité. Dans Katie et Emily, JJ voit qu'Emily s'est déguisée en sa sœur pour un examen, mais ne le dit à personne. Plus tard, lui et Freddie croisent les sœurs Fitch alors qu'elles achètent des vêtements pour le bal du collège. Emily est horrifiée quand JJ révèle qu'il a raconté leur aventure à Freddie. Freddie la mentionne à Katie, qui est également choquée. Katie révèle alors l'aventure d'Emily et JJ à Naomi, qui est bouleversé. Cela provoque une dispute entre les sœurs Fitch.
Dans le dernier épisode de la saison, au travail avec Freddie, ils se disputent et JJ dit que rien ne va bien et démissionne de son poste. JJ rencontre alors la maman d'Effy, Anthea, qui révèle sa tristesse de ne pas avoir Effy près d'elle, car cette dernière s'est enfuie avec Cook. Après que Freddie a reçu un appel d'Effy, JJ le pousse à la retrouver et l'accompagne le long du chemin. Cook défie Freddie et JJ dans une course et le vainqueur est autorisé à garder Effy. JJ gagne la course en utilisant son intelligence, et par conséquent, il oblige Effy d'admettre qu'elle aime Freddie et pas Cook, ce qui bouleverse ce dernier. Ils fuient la ville sur le bateau du père de Cook.

### Saison 4
Dans Thomas, le premier épisode, JJ tente de rendre ses amis heureux malgré le suicide de Sophia, le refus d'Effy de retourner au lycée et les relations tendues entre Thomas et Pandora. JJ concède que la disparition d'Effy affecte les « Trois Mousquetaires ». Dans Emily, JJ tente d'arrêter une bataille entre Cook et un fêtard, Shanky Jenkins, seulement pour que Cook lui donne un coup de tête, bien que Cook n'ait pas vu JJ dans sa rage. Cela énerve JJ et Freddie, qui confronte Cook à ce sujet.
Dans les épisodes suivants, JJ développe une étroite amitié avec Thomas alors que Cook est arrêté et que Freddie passe plus de temps avec Effy. Cela met en évidence le degré de maturité de JJ et sa capacité à se faire d'autres amis.
Dans JJ, JJ demande un rencard à Lara Lloyd, une collègue au magasin de confiserie. Thomas pousse JJ à le faire après qu'il lui a avoué qu'il avait développé des sentiments pour elle. Avant le rendez-vous, Freddie amène Cook, récemment évadé, à JJ qui n'est pas heureux de le voir. JJ permet à Cook de rester chez lui en échange dans certains conseils de drague. JJ découvre que Lara est une mère célibataire et son bébé, Albert, a pour père Liam, l'ancien petit ami de Lara. Liam voit JJ avec Albert et démontre son attitude trop protectrice pour son fils. Le rendez-vous ne va pas bien, en grande partie à cause des mauvais conseils de Cook. Cependant, Lara éprouve des sentiments pour JJ et ils font l'amour chez elle. Liam voit JJ recevoir ses médicaments à la clinique.
JJ amène Lara rencontrer Emily et Naomi. Emily confie à JJ que Lara pourrait l'utiliser pour faire revenir Liam; JJ réfute en affirmant qu'il a confiance en leur relation, quelque chose dont Emily et Naomi manquent. Cela fait pleurer Emily. JJ amène ensuite Lara rencontrer ses parents, mais cela ne va pas aussi bien. La mère de JJ sous-entend qu'elle pense que Lara est une salope. Lara part offensée. Liam confronte JJ au magasin de confiserie, exigeant de savoir quelle est sa médication. JJ attaque verbalement Liam, qui recommande à Lara de rompre avec lui. JJ s'excuse plus tard à Liam, qui avoue son attitude de sur-protection lui vient de son fils. Il demande à JJ de prendre soin de Lara. JJ, avec l'aide de ses amis, parvient à faire revenir Lara.
Après l'épisode centré sur lui, JJ fait moins d'apparitions, mais est généralement vu lors de fêtes avec la bande. Lara ne fait plus d'apparitions, mais JJ est parfois vu avec Albert, ce qui suggère qu'ils sont toujours ensemble.
Dans Effy, la bande reçoit les résultats du niveau avancé et les scores JJ sont très bien; 2 A et un B. Comme tout le monde, il croit l'explication de Foster que Freddie s'est enfui, incapable de faire face aux problèmes d'Effy.
À la fin de la série, JJ part en Corée du sud, pour se ressourcer auprès des siens.